# Dark Angel
Dark Angel este o formație americană de thrash metal din Los Angeles, California. Datorită stilului extrem de rapid, dur, cu versuri grele și solo-uri complexe, trupa și-a câștigat titlul de "the L.A. Caffeine Machine".
Trupa a lansat 15 materiale dicografice, din care 4 albume de studio, 1 album live, un album compilație, 5 demo-uri, un single, 2 albume video, și au apărut pe compilația Metallic Attack: Metallica - The Ultimate Tribute (Creeping Death) din 2004.
După ce a lansat patru albume și a mers intens în turnee în anii 1980, Dark Angel s-a desființat în 1992. Trupa s-a reunit în 2002, iar peste trei ani din nou s-a desființat. După câteva luni de speculații, Dark Angel a anunțat oficial reunirea sa în octombrie 2013.

## Membrii formației

### Membri actuali
- Jim Durkin – chitare (1981–1989, 2013–prezent)
- Eric Meyer – chitare (1984–1992, 2002–2005, 2013–prezent)
- Gene Hoglan – baterie (1984–1992, 2002–2005, 2013–prezent)
- Mike Gonzalez – bass (1986–1992, 2013–prezent)
- Ron Rinehart – vocal (1987–1992, 2002–2005, 2013–prezent)

### Foști mambri
- Mike Andrade – baterie (1981–1983)
- Rob Yahn – bass (1981–1986)
- Don Doty – vocal (1981–1987)
- Jack Schwartz – baterie (1983–1984)
- Bob Gourley – baterie (1984)
- Lee Rausch – baterie (1984)
- Jim Drabos – vocal (1987)
- Brett Eriksen – chitare (1989–1991)
- Cris McCarthy – chitare (1991–1992)
- Danyael Williams – bass (2002–2005)

## Discografie

### Albume de studio
- We Have Arrived (1985)
- Darkness Descends (1986)
- Leave Scars (1989)
- Time Does Not Heal (1991)

### Albume live
- Live Scars (1990)

### Compilații
- Decade of Chaos: The Best of Dark Angel (1992)

### Demos
- Gonna Burn (1983)
- Demo II (1983)
- Live Demo (1984)
- Live Demo From Berkeley (1985)
- Atrocity Exhibition (1992)

### Single-uri
- "Merciless Death" (1985)

### Videos
- 3-Way Thrash (VHS) (1989)
- Ultimate Revenge 2 (VHS & CD) (1989)

### Alte apariții
- Metallic Attack: Metallica - The Ultimate Tribute (Creeping Death) (2004)